# Odontotrypes fujiokai
Odontotrypes fujiokai är en skalbaggsart som beskrevs av Ochi, Kon och Kawahara 2010. Odontotrypes fujiokai ingår i släktet Odontotrypes och familjen tordyvlar. Inga underarter finns listade i Catalogue of Life.